# Aburina phoenocrosmena
Aburina phoenocrosmena är en fjärilsart som beskrevs av George Francis Hampson 1926. Aburina phoenocrosmena ingår i släktet Aburina och familjen nattflyn. Inga underarter finns listade i Catalogue of Life.